# 宵夜男女
《宵夜男女》（：／），為韓國JTBC於2020年5月25日起播出的月火連續劇，由《愛上王世子》的宋志沅導演與《被稱為神的男子》朴聖惠作家合作打造。本劇講述為了實現夢想而偽裝成Gay的朴鎮尚，以及不知道他是偽裝Gay、讓他出演自己的出道作品的熱血PD金雅珍之間的浪漫愛情故事。
台灣由愛奇藝台灣站5/26起每週二三獨家播出。

## 演員陣容

### 主要人物
| 演員   | 角色   | 介紹 |
| 丁一宇 | 朴振成 | 經營著一家風格獨特的小酒館，只需點酒，由主廚決定下酒菜。 擁有令人產生好感的外貌，喜愛且擅長料理的性感男人。在迫不得已急需用錢的情況下，偽裝成同性戀出演雅珍的節目。                                                                                                  |
| 姜知英 | 金雅珍 | 《夜食男女》節目的熱血PD，任何事情都拼命完成。邁入與電視台約聘的第四年，好不容易通過了《夜食男女》企劃卻找不到男同主廚，節目瀕臨廢除之際振成突然出現挽救了節目。在朝夕相處下逐漸對振成心動，甚至希望他不是Gay，但如果振成不是Gay的話，《夜食男女》的節目就不存在了。 |
| 李學周 | 姜泰菀 | 時尚設計師，擁有與生俱來的審美感。求學時期目睹同學出櫃的悲慘遭遇，只得向所有人隱瞞自己的性向。羨慕敢於在電視上出櫃的振成，精心為振成設計專屬的造型。振成儼然是泰菀的謬思來源。                                                                                       |

### CK電視台
| 演員   | 角色   | 介紹 |
| 金秀珍 | 車珠熙 | CK電視本部長，尚英的後輩。不折不扣的工作狂，只要是能提高收視率的節目都無條件OK的實用主義者。 |
| 金承洙 | 李尚英 | CK電視PD。官方公認和平鴿，負責調解電視台內的大小爭執。對PD一職有著高度熱情，並對多年未能繳出代表作的自己感到自卑與沮喪。對於同樣對節目製作抱有高度熱忱的雅珍格外關心，總在她陷入低潮時為她加油打氣。                                               |
| 梁大赫 | 南奎章 | CK電視PD，多疑且勢利眼的人。瞧不起約聘職的雅珍而處處嘲諷、為難她，卻在《夜食男女》試播爆紅之後厚臉皮地接任了節目主導演。 |
| 朴成俊 | 盧載洙 | 人如其名倒人胃口的人。和雅珍同齡，但因為比較晚進公司所以還是不情不願地稱她為前輩。僅憑自己是正職而雅珍是約聘這一個原因就對雅珍抱有莫名的蔑視還有優越感，但在《夜食男女》企劃案通過之後開始真正將她作為前輩尊敬並成為她忠實的友軍。後與劉星恩交往。 |
| 孔敏貞 | 劉星恩 | 自由工作者編劇，雅珍的朋友。憑藉自己編劇的本職全力支持雅珍。在眾人的一次海邊出遊後和盧載洙漸生情愫，後與其交往。 |
| 申宇謙 | 姜民修 | CK電視王牌，泰菀主持之服裝設計海選節目《Changing You》的主PD。能力出眾，待人接物也得宜的優質男。在星恩的牽線下曾作為相親對象和雅珍吃過一次飯。 |

### 其他人物
| 演員   | 角色   | 介紹                       |
| 崔在賢 | 朴振宇 | 振成的弟弟，模特兒志願生。 |
| 吳萬錫 | 朴亨秀 | 振成與振宇的爸爸。         |

### 特別出演
| 演員   | 角色   | 介紹         |
| 張鉉誠 | 姜仁植 | 泰菀的爸爸。 |

## 收視率
| 集數       | 播出日期   | AGB收視率        |
| 集數       | 播出日期   | 大韓民國（全國） |
| ---------- | ---------- | ---------------- |
| 1          | 2020/05/25 | 1.531%           |
| 2          | 2020/05/26 | 1.092%           |
| 3          | 2020/06/01 | 0.988%           |
| 4          | 2020/06/02 | 1.013%           |
| 5          | 2020/06/08 | 0.769%           |
| 6          | 2020/06/09 | 0.578%           |
| 7          | 2020/06/15 | 0.618%           |
| 8          | 2020/06/16 | 0.570%           |
| 9          | 2020/06/22 | 0.625%           |
| 10         | 2020/06/23 | 0.510%           |
| 11         | 2020/06/29 | 0.564%           |
| 12         | 2020/06/30 | 0.440%           |
| 平均收視率 | 平均收視率 | 0.775%           |

- 收視最低的集數以藍色表示，收視最高的集數以紅色表示，而空格則表示該集的收視沒有相關數據。

## 同時段競爭作品
- SBS 月火連續劇：《Good Casting》
- KBS2 月火連續劇：《Born Again》
- MBC 月火連續劇：《一起吃晚餐嗎？》
- tvN 月火連續劇：《了解的不多也無妨，是一家人》

## 外部連結
- 韓國JTBC官方網站（页面存档备份，存于）
- 宵夜男女-DAUM（页面存档备份，存于）

| JTBC 月火劇                                 | JTBC 月火劇                              | JTBC 月火劇 |
| ------------------------------------------- | ---------------------------------------- | ----------- |
|                                             | （2020年5月25日－2020年6月30日）         |             |
| 幸福的振秀 （2020年5月18日－2020年5月19日） | 模範刑警 （2020年7月6日－2020年8月11日） |             |